# Christer Wijk
Christer Wijk er en fiktiv politimand, som er den gennemgående detektiv i Maria Langs forfatterskab.
Han er født ca. 1919 i den fiktive by Skoga i Bergslagen, som er en ret tæt kopi af den virkelige by Nora og er i 1949, da første bog udkommer, kriminalkommissær i Stockholm, senere bliver han chef for Rigsmordkommissionen.
Christer er høj (199 cm) og har mørkeblå øjne. I den første bog beskrives han som ranglet, senere er han bare flot, i den sidste igen ranglet – og er sorthåret gennem hele serien, selv om han i den sidste roman må være ca. 71 år. Han er ivrig piberyger.
Christer Wijk er kendt for en utraditionel afhøringsform, der ikke går ud på at udmatte, men lade alle fortælle frit, hvad der meget ofte fører til, at han hurtigt kan udpege den skyldige.
I forfatterskabets begyndelse ses han med jegpersonen Puck Ekstedts øjne. Fra bog 3 er Puck gift med Einar Bure, Christers barndomsven fra Skoga, som også er den der kalder ham til hjælp i det første mysterium. Puck er fortæller i de første otte bøger og med i to lidt senere.
I de senere bøger er gennemgående bipersoner Christers kone, operasangerinde Camilla Martin, samt forfatterens alter ego Almi Graan, også fra Skoga. Desuden hans mor, enkefrue Helena Wijk, der lever helt til sidste bog og er påskud for at lade mange af dem foregå i Skoga.

## Romaner med Christer Wijk
De danske titler står først, og herunder med kursiv de ofte mere finurlige svenske originaltitler
| Nr. | Dansk titel                                              | Svensk | Dansk | Bogens tid                    | Handlingsramme |
| 1   | Morderen lyver Mördaren ljuger inte ensam                | 1949   | 1971  | Sommer 1948                   | Puck er inviteret på ferie på en ø i en Bergslagen-sø. En gæst forsvinder, og Puck ser hendes lig, men bliver ikke troet. Einar henter uofficielt sin barndomsven Christer Wijk, og snart sker der meget mere!                                                  |
| 2   | Farligt at drikke Farligt att förtära                    | 1950   | 1970  | Juni 1949                     | Puck får job som vikar på et gymnasium i Stockholm. Flere giftmord på elever og lærere i løbet af eksamenstiden. |
| 3   | Ikke flere mord Inte flera mord                          | 1951   | 1962  | August 1950                   | Nygifte Einar og Puck Bure har lokket Pucks far på ferie i Skoga, på betingelse af: ”Ikke flere mord”. Men den første morgen ligger liget af en ung mand på græsplænen.                                                                                         |
| 4   | Kun en skygge En skugga blott                            | 1952   | 1964  | Oktober-december 1951         | Puck kommer efter en lang udlandstur hjem til en tom lejlighed, da Einar er til konference i København. Hun finder en ung kvinde død i badekarret. Handlingen foregår i universitetsmiljøet i Stockholm.                                                        |
| 5   | Roser, kys og døden Rosor kyssar och döden               | 1953   | 1954  | Juli 1953                     | På vej til besøg i Skoga inviteres Puck og Einar ind på en herregård, hvor Christers nye forlovede bor. Husets herre myrdes om natten. Christers forlovelse går over styr i løbet af bogen.                                                                     |
| 6   | Mordet på landsbykirkegården Tragedi på en lantkyrkogård | 1954   | 1955  | Julen 1953                    | Puck og Einar holder sammen med hendes far jul hos denne lillebror, der er præst i et landsogn i Bergslagen. Den lokale købmand myrdes juleaften. Christer Wijk opklarer mordet nytårsaften.                                                                    |
| 7   | Mord på teatret Se döden på dig väntar                   | 1955   | 1956  | Maj-juni 1955                 | Puck møder en gammel ven, som er hyret til at opsætte sommeropera på Drottningsholms Slotsteater. Hun overværer prøver og succespremiere, men efter anden opførelse myrdes primadonnaen.                                                                        |
| 8   | Mord i sommernatten Mörkögda augustinatt                 | 1956   | 1957  | August 1956                   | Puck og Einar er inviteret til at holde ferie i Einars tante Otties sommerhus mens hun selv er på ferie i Spanien. En stenrig ældre nabodame dør under mystiske omstændigheder efter et krebsegilde ...                                                         |
| 9   | Den forsvundne brud Kung Liljekonvalje av dungen         | 1957   | 1958  | Juni 1957                     | Den første Christer Wijk-krimi uden Puck! Christer er på ferie hos sin mor i Skoga. En smuk kvinde forsvinder dagen før sit bryllup og findes myrdet på plænen ved sit hjem ...                                                                                 |
| 10  | Farlige drømme Farliga drömmar                           | 1958   | 1959  | Efterår 1958                  | En berømt forfatter, som bor med sin familie i en isoleret villa, vil have en stenograf til villaen et par uger for at få sin roman færdig. En ung forlagssekretær melder sig. Men så sker der er mord.                                                         |
| 11  | Dør om dør med døden Ofärd i huset bor                   | 1959   | 1960  | Maj 1959                      | I en byejendom i Stockholm dør en ung advokat af gasforgiftning. Det ligner selvmord, men er det ikke. Christer Wijk kommer sammen med en ung kvinde i ejendommen og bliver indblandet i sagen.                                                                 |
| 12  | Studentermordet Var sang blir stum                       | 1960   | 1961  | Maj 1960                      | Skogas realskole holder sin første studentereksamen. Einar Bure er censor; Puck er biperson. Almi Graan introduceres. Skolens rektor myrdes. Christer tilkaldes og forlader ugerne sin elskede Camilla.                                                         |
| 13  | Stryknin og whisky At vara kvinna                        | 1961   | 1962  | Sommer 1961                   | Camilla Martin deltager i en kvindekongres på en herregård. En af deltagerne dør pludseligt om natten. Camilla tror det er mord og tilkalder uofficielt Christer, som påviser et giftmord                                                                       |
| 14  | En fremmed mand En främmande man                         | 1962   | 1963  | Juni 1962                     | Ejnar Bure og Christer Wijk har aftalt sommerferie i en ødegård, men skjuler for Puck og Camilla, at de også vil se på et 15 år gammelt mord. Puck ender med at være alene, da dramaet begynder... Denne bog er den sidste med Puck.                            |
| 15  | Tre små koner Tre små gummor                             | 1963   | 1964  | 3-4. september 1929           | Titlen er et kendt digt om et marked i Nora, men citeres med Skoga indsat. Ejnar Bure og Christer Wijk er ca. 10 år, Almi Graan teenager. En af de tre koner falder på mystisk vis ud af en luftkarrusel og dør.                                                |
| 16  | Silke fløjl Siden sammet                                 | 1964   | 1966  | Maj 1964                      | Christer Wijk er med Camilla til prøve i en modesalon i Stockholm, da en ubehagelig rig kunde kommer ind og kræver betjening. Samme aften myrdes hun på et tilskærerbord. Christer frier til Camilla.                                                           |
| 17  | De røde katte De röda kattorna                           | 1965   | 1966  | September 1965                | Den 25-årige Bodil Odén bliver bekymret for sin 6 år yngre søster Ingalill, der har haft feriejob på Mårbacka, men ikke kommer hjem. Hun søger uden held. Christer Wijk (nygift) inddrages sent, men lugter straks en forbrydelse ...                           |
| 18  | Sort sommer Svart sommar                                 | 1966   | 1967  | Juli 1966                     | Den unge reporter Bettina Engs artikel i Skogaposten lokker en dansk dame til byen, hvor hun møder Bettina, men siden bliver myrdet. Christer Wijk med hustru besøger sin mor og bliver sat på sagen.                                                           |
| 19  | Hvidklædt med lys i hår Vitklädd med ljus i hår          | 1967   | 1968  | 13-16. december 1966          | Om morgenen Lucia-dag vækker en tavs luciabrud et lægeægtepar med varm glögg. En halv time senere dør konen af strykninforgiftning. Manden ringer til sin ven Christer Wijk, der igangsætter en mordundersøgelse.                                               |
| 20  | Ingen returbillet Ingen returbiljett                     | 1968   | 1969  | 11-19. maj 1968               | I et tog mellem Stockholm og Örebro bliver en kendt millionær kvalt med en livrem uden at nogen har set noget. Flere af medpassagererne kendte ham, så Christer Wijk koncentrerer sig om hans hjem.                                                             |
| 21  | Intrigernes hus Intrigernas hus                          | 1969   | 1970  | Midt marts – 3. april 1969    | I Stockholms Opera konspirerer alle mod alle. Det sker også i Operagrillen. En operasanger forgiftes i restauranten, og en kvinde myrdes i kostumedepotet, mens Camilla Martin er på gæstespil i Operaen. Christer Wijk tager straks fat!                       |
| 22  | Byen sover Staden sover                                  | 1970   | 1971  | 6. februar – 6. marts 1970    | Under en kuldebølge i Skoga er der alligevel nattevandrere ude. En af dem kvæler en kvinde mens hun ser TV. Mange har et motiv. Lenspolitiet beder om assistance hos Christer Wijk, som besøger sin mor.                                                        |
| 23  | Morderens bog Mördarens bok                              | 1971   | 1972  | Oktober 1971                  | Christer opsøges af Almi Graan, som frygter store fjendtligheder på sit forlag. Christer er influenzaramt, men kort efter myrdes en ansat i bygningens kælder. Trods sygdom deltager Christer i opklaringen.                                                    |
| 24  | Hvem venter på kroen? Vem vänter på värdshuset?          | 1972   | 1973  | Maj 1972                      | Rigmanden Herbert Edgren fejrer sin 70-års fødselsdag på en historisk kro. Der er spændinger i familien. Almi Graan og Christer Wijk med Camilla er tilfældige gæster på kroen. Så sker der et mord ...                                                         |
| 25  | Vi var tretten i klassen Vi var tretton i klassen        | 1973   | 1974  | 31. maj – 5. juni 1973        | En ældre dame vil til sin skoles årsfest samle sin gamle børnehaveklasse – 12 eller 13? Der kommer 9, heriblandt nr. 13, som tidligt flyttede. En af dem myrdes på en måde, som peger tilbage på skoletiden. Christer bor i nærheden og bliver indkaldt privat. |
| 26  | Der er ugler i mosen Det är ugglor i mossen              | 1974   | 1975  | Juni og september 1974        | En ung kvinde, Sandra, var til midsommerfest i en kollegas fætters sommerhus i en mose nær Skoga og inviteres i september til fødselsdag, men værten dukker ikke op, og Sandra finder ham druknet i mosen. Det ligner mord, og Christer Wijk er på pletten.     |
| 27  | Dobbeltseng i Danmark Dubbelsäng i Danmark               | 1975   | 1977  | Januar 1975                   | Christers og Camillas ægteskab knager. Camilla lokkes i København til et sidespring, men finder på den aftalte adresse en ung kvinde død. Christer flyver straks til Danmark og hjælper med opklaringen. Ægteskabet er uafklaret.                               |
| 28  | Kirsebær i november Körsbär i november                   | 1976   | 1978  | November 1951 og 1976         | Christer er deprimeret pga. sit usikre ægteskab, og hans mor vil derfor sætte ham i gang med et akut problem, nemlig en gammel sag om forgiftede kirsebær, der vil blive forældet om få dage.                                                                   |
| 29  | Arven efter Alberta Arvet efter Alberta                  | 1977   | 1978  | Foråret 1977                  | Tante Alberta i Skoga dør af kulilteforgiftning, og arvingerne strides om det komplicerede testamente. En af dem dør. Christer Wijk er på besøg hos sin mor og tager affære.                                                                                    |
| 30  | Camilla på skillevejen Camilla vid skiljevägen           | 1978   | 1979  | Vinter og forår 1978          | Camilla forlader Skoga og tager en blaffer op til Stockholm. Christer er fuldtidsbeskæftiget med et politidrab på en øde vej. Der viser sig at være en sindrig sammenkobling …                                                                                  |
| 31  | Svar til Ensom Eva Svar til Ensam Eva                    | 1979   | 1981  | Vinter, forår og sommer 1979  | Den 35-årige ensomme Eva Regina sætter en kontaktannonce i avisen og får et meget lovende svar. De mødes med succes flere gange. Men da manden kommer til Skoga, udvikler begivenhederne sig dramatisk.                                                         |
| 32  | Ingen penge til Vendela Inga pengar til Vendela          | 1980   | 1981  | Vinter 1980                   | Vinderen af en nordisk krimikonkurrence bliver afsløret i direkte TV, men kuverten indeholder kun navnet ”Vendela”. Vendela er isoleret i et fint, men ensomt beliggende hus og lever ikke længe nok til at modtage præmien …                                   |
| 33  | Guldregn i oktober Gullregn i oktober                    | 1981   | 1982  | Oktober 1981                  | En ældre mand bor til leje hos en enlig dame i Skoga, men bliver myrdet. ”Guldregn” handler om en stor lottogevinst, som flere gør krav på. Christer opklarer de indviklede sammenhænge.                                                                        |
| 34  | Dans min dukke Docka vit docka röd                       | 1982   | 1983  | Forår-sommer 1982             | En kendt dukkefører er på turné, men bliver udsat for hærværk mod sin bedste dukke. Camilla Martin holder koncerter i de samme byer, men der er tydelige spændinger, og det ender med mord.                                                                     |
| 35  | Fire vinduer mod gården Fyra vinduer mot gården          | 1983   | 1984  | Vinteren 1982-83              | En boligkarré i Skoga har fire lejligheder med vinduer mod den fælles gård. Den ene lejlighed har en mystisk beboer, der har mange gæster og en dag findes myrdet. Mange har set noget …                                                                        |
| 36  | Anvend aldrig arsenik Använd aldrig arsenik              | 1984   | 1985  | Forsommeren 1984              | En berømt, men upopulær kritiker vil danne en krimiklub med bl.a. Almi Graan som medlem. De pågældende mødes, men det udvikler sig til drama, og der begås et arsenikmord.                                                                                      |
| 37  | Klap ikke katten Klappa inte katten                      | 1986   | 1986  | Maj 1986                      | Helena Wijk har taget en lejer ind, som hjælper hende. Men lejerens familie kommer også på besøg, og de er ikke altid positive. Samtidig oversvømmes Skoga af hjemmebrændt sprit. Camilla og Christer har begge afgørende roller i opklaringen.                 |
| 38  | Dødeligt drama på Dramaten Dödligt drama på Dramaten     | 1986   | 1987  | Teatersæsonen 1985-86         | På Sveriges nationalscene Dramaten i Stockholm er der dygtige skuespillere, men også intrigemagere og mennesker på jagt efter hurtige forhold. Intet under, at det ender med mord, som Christer Wijk må efterforske                                             |
| 39  | Damplokomotiv på afveje Ånglok 16 på fel spår            | 1987   | 1988  | Januar-juli 1987              | Begivenheder fra 2. Verdenskrig kaster stadig skygger, og en ældre mand taler stadig om mærkelige transporter med Bergslagenbanen. Et gammelt mord opklares, og et nyt begås.                                                                                   |
| 40  | Tvillingen i spejlet Tvillingen i spegeln                | 1988   | 1989  | 21-22/5 1958 og maj-juni 1988 | En ung kvinde har i dølgsmål født tvillinger, som af jordemoderen anbringes i hhv. Skoga og nabobyen Lönstad. Først som voksne møder de hinanden. Men så skal den ene arve, og dramaet er i gang.                                                               |
| 41  | Flyttebil forsvundet Flyttbil försvunnen                 | 1989   | 1990  | Begyndelsen af maj 1989       | En lægefamilie flytter fra Stockholm til Skoga for at han kan overtage sin fars praksis. Men flyttebilen bliver stjålet ved afgangsadressen, og familiens datter er med. Stor dramatik! Christer får trådene redet ud.                                          |
| 42  | Se Skoga og... Se Skoga och sedan...                     | 1990   | 1991  | Sommeren 1990                 | En historieinteresseret gruppe i Skoga vil opføre et spil med bisp Thomas af Strängnäs og hans frihedssang, men bliver udsat for en narkobandes hærgen og knivstikkeri.                                                                                         |